# 本覚寺 (高山市)
本覚寺（ほんかくじ）は、岐阜県高山市上宝町本郷にある釈迦如来を本尊とする臨済宗妙心寺派の寺院。飛騨地方の名族である江馬氏所縁の寺であり、播隆上人の笠ヶ岳再興に所縁のある寺でもある。飛騨三十三観音霊場24番札所。

## 概要
山号は高原山。「本覚」とは「衆生の自性は本来清浄であり、一切の妄相をはなれ、照々霊々として覚知の性徳を本具する」という仏教用語である。

## 歴史
創建不詳の天台宗寺院、荘厳寺を鎌倉時代の文永年間に江馬輝経の子、江馬朝方が子の江馬時信を僧として入寺させて再興し、本閣寺と名付けたのが始まりである。寺号は後に現在の通り本覚寺に改められている。
天正13年（1585年）、富山の役において佐々成政により焼かれて廃れるが、寛永年間に国泰寺の松巌和尚により中興されて臨済宗に改められた。安永年間、13世魯峰和尚により石垣などが整備されて中興される。そのころ当地方も舞台になった大原騒動が起きており、騒動の指導者の一人である本郷村の善九郎の墓や、騒動で犠牲となった人々の供養塔（寒念佛供養塔）が建立された。
天明年間、嶺州和尚が宗猷寺の南裔和尚、北州和尚と共に笠ヶ岳に登山。文政6年（1823年）に椿宗和尚は播隆上人の笠ヶ岳再興に協力。その後も数度、播隆上人の笠ヶ岳登頂に協力した。そのため、当時の笠ヶ岳登頂に関する資料『迦多賀嶽再興記』『迦多賀嶽再興勧化張』などを所蔵している。
石垣および寒念佛供養塔は高山市の文化財に指定されている。また、樹高22mを超える銀杏の大木が境内にあり、こちらは高山市の天然記念物となっている。そのほかの寺宝としては前述の笠ヶ岳登頂に関する資料のほか、円空作の地蔵菩薩像がある。